# Cavalcade (The Flatliners)
Cavalcade è il terzo album studio pubblicato dalla band The Flatliners nel 2010.

## Tracce
1. The Calming Collection – 2:00
2. Carry The Banner – 2:57
3. Bleed – 3:36
4. Here Comes Treble – 3:12
5. He Was a Jazzman – 4:07
6. Shithawks – 3:55
7. Monumental – 2:56
8. Filthy Habits – 2:24
9. Liver Alone – 2:31
10. Sleep Your Life Away – 3:50
11. Count Your Bruises – 3:06
12. New Years Resolutions – 4:42

## Formazione
- Chris Cresswell – voce, chitarra
- Scott Brigham – chitarra
- Jon Darbey – basso
- Paul Ramirez – batteria